# Rim-Sin II

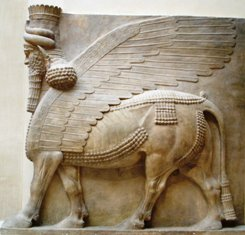
Toro androcefálico, perfil izquierdo, Dur-Sharrukin, redimensionado desde

Rim-Sin II fue un usurpador del trono de Larsa (1741 - 1736 a. C. según la cronología larga). Probablemente ese no era su verdadero nombre, sino que se hacía llamar como el último monarca de la ciudad para legitimar su poder. Rim-Sin II aprovechó la debilidad del Imperio paleobabilónico, regido entonces por Šamšu-iluna, para instigar una rebelión en Larsa, que sirvió de ejemplo para sendos alzamientos en otras ciudades sometidas al imperio como Ešnunna, Ur, Isin y Uruk. Rim-Sin II perdió la guerra subsiguiente y Larsa volvió a estar en poder de Babilonia, pero dicha guerra tuvo como consecuencia un intento de conquista de Elam, la independencia de Isin, que arrebató a Babilonia la costa del golfo Pérsico, y la destrucción de las ciudades de Ur y Uruk y de las murallas de muchas ciudades para evitar nuevas rebeliones.
| Predecesor: Šamšu-iluna Rey de Babilonia | Rey de Larsa 1741 a. C. - 1736 a. C. | Sucesor: Šamšu-iluna Rey de Babilonia |